# Andrew Yiadom
Andrew Kyere Yiadom (Holloway, Inglaterra, 2 de diciembre de 1990), más conocido como Andy Yiadom, es un futbolista ghanés que juega como defensa en el Reading F. C. de la English Football League One.

## Selección nacional
Yiadom es internacional con la selección de fútbol de Ghana, con la que debutó el 25 de enero de 2017 en la derrota de Ghana por 1-0 frente a la selección de fútbol de Egipto en un partido de la Copa Africana de Naciones 2017.

## Clubes
| Club                         | País       | Año       |
| ---------------------------- | ---------- | --------- |
| Hayes & Yeading United F. C. | Inglaterra | 2010-2011 |
| Braintree Town F. C.         | Inglaterra | 2011-2012 |
| Barnet F. C.                 | Inglaterra | 2012-2016 |
| Barnsley F. C.               | Inglaterra | 2016-2018 |
| Reading F. C.                | Inglaterra | 2018-act. |